# 船王 (日本)
船王（ふねのおう、?—?），日本奈良時代皇族。天武天皇皇子舍人親王之子。官位二品大宰帥。

## 生平
727年（神龟4年）叙从四位下。743年（天平15年）从四位上，746年（天平18年）为弹正尹。
757年（天平宝字元年）年4月皇太子道祖王被废，船王和孝謙天皇有閨房之乱德評论，其弟大炊王被册立为皇太子。同年5月昇叙正四位下。同年7月橘奈良麻呂之乱，负责拷問作乱者，道祖王、黄文王、大伴古麻呂被处决。同年8月，船王加叙正四位上。
758年（天平宝字2年）8月、孝謙天皇让位给大炊王，大炊王即位为淳仁天皇，同时船王叙从三位列公卿。同年12月遣渤海使小野田守向天皇報告唐朝安史之乱的状況，天皇以他为大宰帥戒備防御。
759年（天平宝字3年）6月，淳仁天皇之父舍人親王被贈给天皇称号——崇道尽教皇帝，船王是天皇的兄弟受親王宣下，叙三品。762年（天平宝字6年）正月，晋升二品。
764年（天平宝字8年）因藤原仲麻呂发动藤原仲麻吕之乱被連座問罪，流放隐岐国。同時船王之子葦田王被臣籍降下，给予三長真人的姓，流放丹後國。
江州中原氏是船王的子孫。
《万葉集》採録他的作品4首。

## 父母

### 父
- 舍人親王，天武天皇皇子，《日本书纪》的作者

### 母
- 親王妃当麻氏，与三原王、大炊王的母亲当麻山背不是同一人

## 注
1. ↑  「近江国御家人井口中原系図」（鈴木真年『諸氏家牒』上 所収）（宝賀寿男『古代氏族系譜集成』古代氏族研究会、1986年 による）